# Bodo Wille
Bodo Wille (* 30. Oktober 1852 in Halberstadt, Provinz Sachsen; † 1. Dezember 1932 in Düsseldorf) war ein deutscher Landschaftsmaler der Düsseldorfer Schule.

## Leben

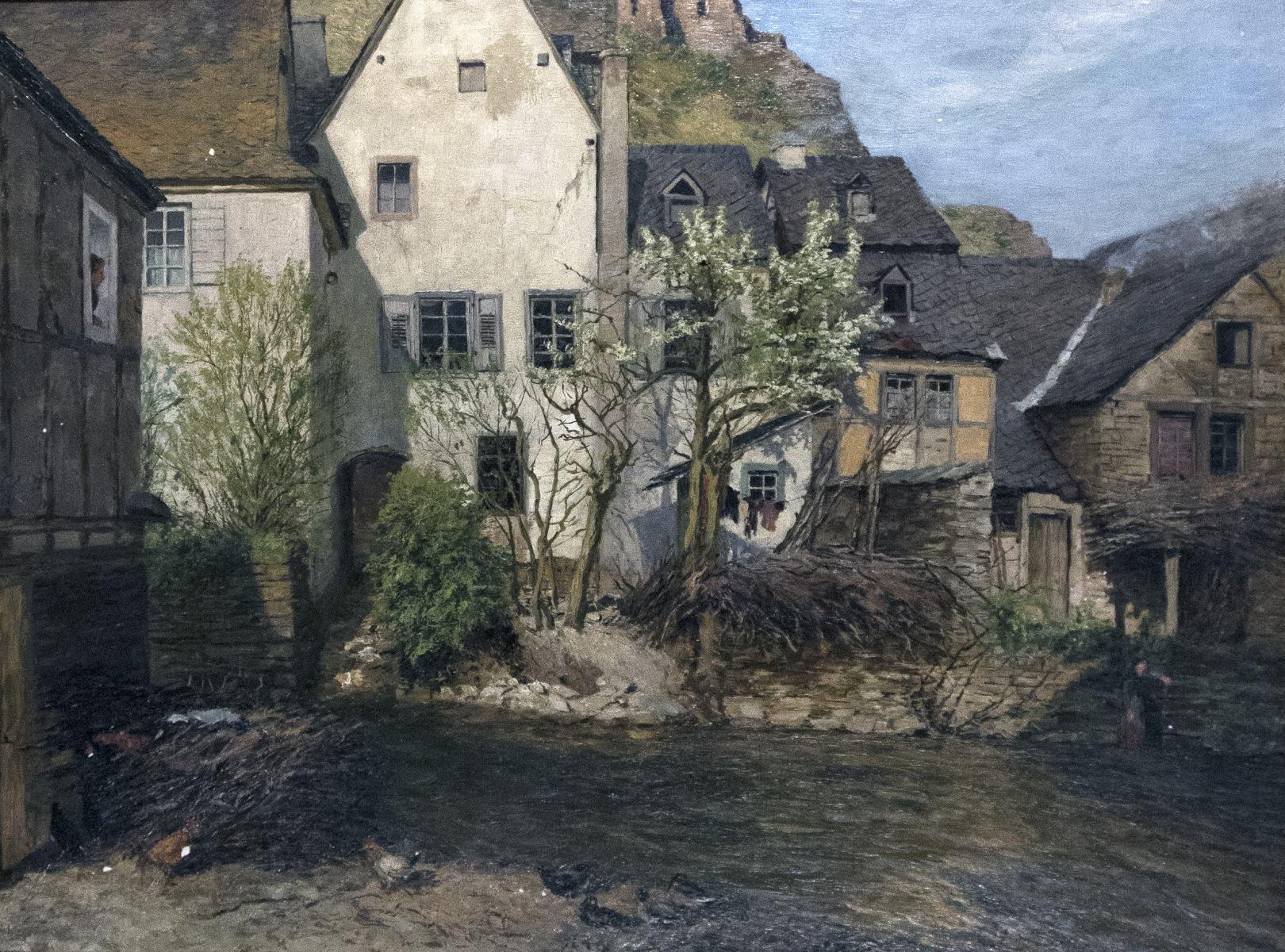
Unter der Burg

Wille studierte an der Kunstakademie Düsseldorf bei Eugen Dücker und Olof Jernberg. Außerdem war er Privatschüler von Carl Irmer. Er ließ sich als „Kunstmaler“ in Düsseldorf nieder und nahm an verschiedenen deutschen Kunstausstellungen teil. In Düsseldorf stellte er in der Galerie Eduard Schulte aus.